# Schicksalslied

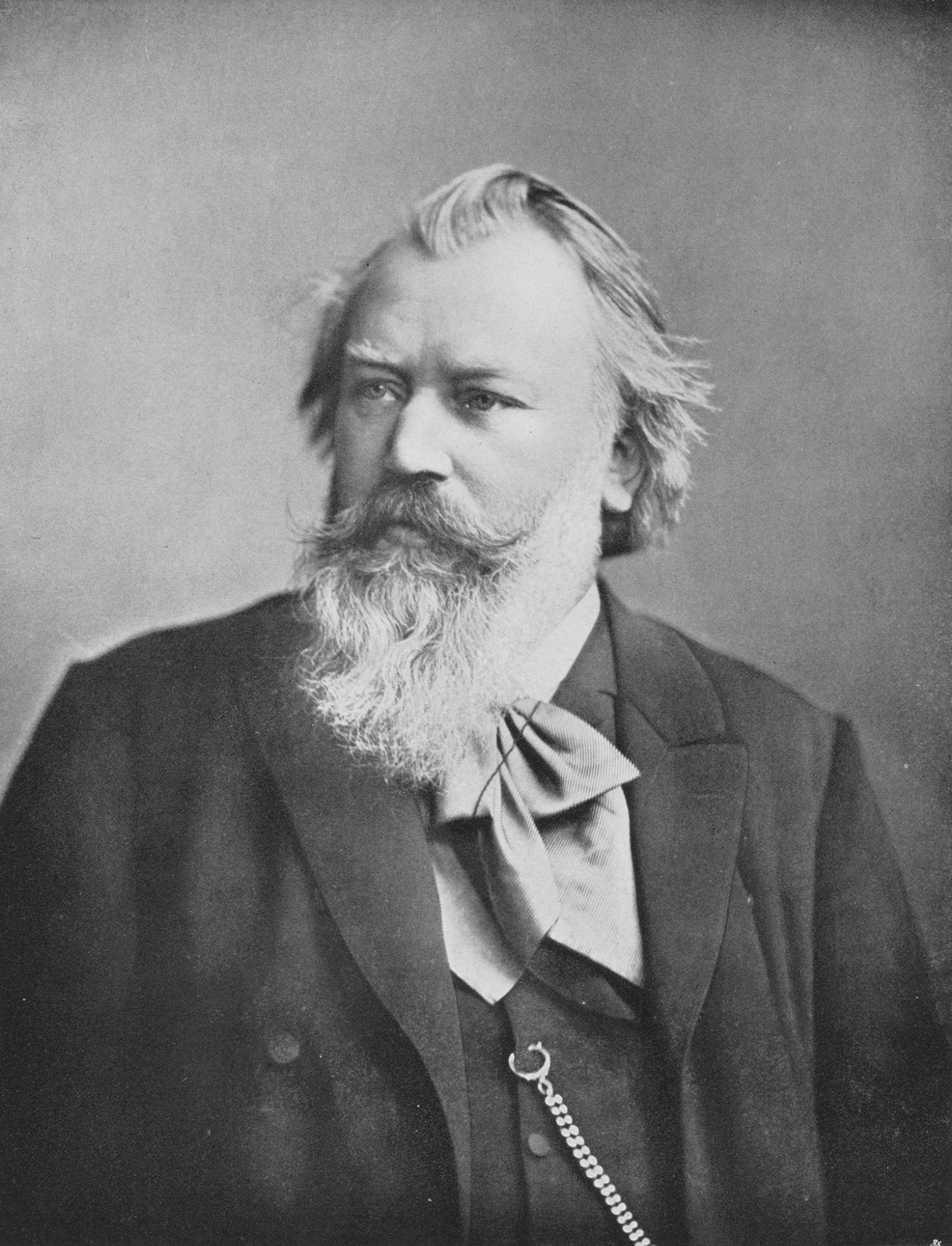
Johannes Brahms

Het Schicksalslied (Nederlands: lied van het lot) is een korte krachtige compositie voor koor en orkest geschreven door Johannes Brahms tussen 1868 en 1871, met opusnummer 54.
De tekst is afkomstig van het gedicht Hyperions Schicksalslied van Friedrich Hölderlin, dat oorspronkelijk deel uitmaakt van de roman Hyperion. Brahms ontdekte de tekst in een boek dat in bezit was van zijn vriend Albert Dietrich. Hoewel hij meteen begon met schetsen voor het lied, duurde het daarna lang voor hij de structuur en expressie van het stuk had uitgewerkt. Het gedicht heeft slechts twee strofen, de eerste beschrijft de zaligheid van de goden en de tweede het lijden van de mensheid, "zich blind in de afgrond stortend". Brahms wilde aanvankelijk een driedelig werk maken, met een reprise van de eerste strofe. Hij had echter het gevoel dat hij daarmee te veel in zou gaan tegen de oorspronkelijke, meer tragische visie van Hölderlin. Weliswaar gaat het werk in de coda terug naar de muziek van de eerste strofe, maar alleen instrumentaal, dus zonder de tekst. Een eerste versie, met koor in de coda, bestaat wel en is ook opgenomen. De première vond plaats op 18 oktober 1871 in Karlsruhe, onder leiding van Johannes Brahms zelf.
De Duitse componist Karsten Gundermann (1966) maakte omstreeks 2004 een bewerking van de orkestpartij van het Schicksalslied voor piano vierhandig, die op het repertoire staat van het koor Cappella Amsterdam onder leiding van Daniel Reuss. Zij maakten in 2014 een cd-opname. 

## Opname
- Schicksalslied, Op. 54, uitgevoerd door het concertkoor van de MIT

## Tekst
Hyperions Schicksalslied van Friedrich Hölderlin, uit de roman Hyperion.
Ihr wandelt droben im Licht
Auf weichem Boden, selige Genien!
Glänzende Götterlüfte
Rühren Euch leicht,
Wie die Finger der Künstlerin
Heilige Saiten.
Schicksallos, wie der schlafende
Säugling, atmen die Himmlischen;
Keusch bewahrt
In bescheidner Knospe
Blühet ewig
Ihnen der Geist,
Und die seligen Augen
Blicken in stiller,
Ewiger Klarheit.
Doch uns ist gegeben
Auf keiner Stätte zu ruhn;
Es schwinden, es fallen
Die leidenden Menschen
Blindlings von einer
Stunde zur andern,
Wie Wasser von Klippe
Zu Klippe geworfen,
Jahrlang ins Ungewisse hinab.